# Biskupstwo Utrechtu
Biskupstwo Utrechtu – dawne państwo Świętego Cesarstwa Rzymskiego leżące na terytorium dzisiejszej Holandii. Zostało utworzone w X wieku. W 1528 weszło w skład Zjednoczonych Prowincji Niderlandów. 

## Historia
Diecezja w Utrechcie została ustanowiona w 695. We wczesnym średniowieczu Utrecht wchodził w skład regionu Fryzja Wschodnia, a dokładniej w prowincji Instarlaka (usytuowanej na wschód od rzeki Vechte). Za panowania Ottona I, lenno Lake i Isla zostało skonfiskowane i oddane kościołowi w Utrechcie. Jest prawdopodobne, że biskup Baldéric (918-977) utworzył zastępcze hrabstwo laickie w prowincji Instarlaka. Ansfrid (995-1010) połączył obydwa obszary w całość za panowania Ottona III. Od 1024 biskup Utrechtu był księciem Świętego Cesarstwa Rzymskiego. 
Ostatnim księciem-biskupem Utrechtu był Henryk Wittelsbach (1487-1552). W 1528 biskupstwo zostało włączone do Zjednoczonych Prowincji Niderlandów, które były pod władaniem cesarza Karola V Habsburga. Tym samym straciło władzę książęcą i odtąd pełniło funkcję tylko kościelną. Wkrótce jednak na terenie północnych Niderlandów zaczęła szerzyć się reformacja. W 1561 papież Pius IV podniósł biskupstwo do rangi arcybiskupstwa, lecz nie miało to już większego znaczenia gdyż w tym czasie władzę w regionie przejęli wyznawcy kalwinizmu, którzy zbuntowali się przeciwko cesarzowi i kościołowi katolickiemu i znieśli władzę biskupów na swym terenie.

## Geografia
Biskupstwo składało się z dwóch oddzielonych księstwem Geldrii części: pierwsza, bogatsza część z miastem Utrecht, leżała nad rzekami Ren i Vechte, druga biedniejsza od rzeki IJssel aż po Fryzję (dzisiejsze krainy Drenthe, Salland, Twente, z miastami Groningen, Deventer, Goor, Kampen, Vollenhove, Coevorden).